# Siemieliszki
Siemieliszki (lit. Semeliškės) – miasteczko na Litwie, położone w okręgu wileńskim, w rejonie elektreńskim, w dolinie rzeki Strawy, 49 km od Wilna. Siedziba gminy Sumiliszki, gminy partnerskiej polskiej gminy Czosnów.
W Siemieliszkach znajduje się kościół pw. św. Wawrzyńca z cudownym obrazem św. Rocha – patrona rolników. Co roku w sierpniu odbywa się tu odpust w święto św. Rocha, na który przybywa około 10 tys. wiernych z Litwy.
W mieście znajduje się również XIX-wieczna cerkiew prawosławna, od 1954 filia parafii w Jewiach.

## Historia
Podczas okupacji hitlerowskiej, w lipcu 1941 roku Litwini na polecenie Niemców utworzyli getto dla żydowskich mieszkańców. Przebywało w nim około 1000 osób. 6 października 1941 roku Niemcy zlikwidowali getto, a Żydów zamordowano 1,5 km od miasteczka. Sprawcami zbrodni byli żołnierze z Einsatzkommando 3, oraz litewskie służby bezpieczeństwa. 